# Доње Врановце
Доње Врановце је насеље у Србији у општини Лебане у Јабланичком округу. Према попису из 2022. било је 210 становника.

## Демографија
У насељу Доње Врановце живи 273 пунолетна становника, а просечна старост становништва износи 44,2 година (43,7 код мушкараца и 44,6 код жена). У насељу има 80 домаћинстава, а просечан број чланова по домаћинству је 4,14.
Ово насеље је великим делом насељено Србима (према попису из 2002. године), а у последња три пописа, примећен је пад у броју становника.
|  |

| Демографија | Демографија | Демографија |
| Година      | Становника  | Становника  |
| ----------- | ----------- | ----------- |
| 1948.       | 439         |             |
| 1953.       | 448         |             |
| 1961.       | 439         |             |
| 1971.       | 406         |             |
| 1981.       | 395         |             |
| 1991.       | 369         | 369         |
| 2002.       | 331         | 332         |
| 2011.       | 277         |             |
| 2022.       | 210         |             |

| Етнички састав према попису из 2002.‍ | Етнички састав према попису из 2002.‍ | Етнички састав према попису из 2002.‍ | Етнички састав према попису из 2002.‍ | Етнички састав према попису из 2002.‍ |
| ------------------------------------ | ------------------------------------ | ------------------------------------ | ------------------------------------ | ------------------------------------ |
|                                      |                                      |                                      |                                      |                                      |
| Срби                                 | Срби                                 |                                      | 310                                  | 93,65%                               |
| Роми                                 | Роми                                 |                                      | 21                                   | 6,34%                                |

| Година пописа     | 1948. | 1953. | 1961. | 1971. | 1981. | 1991. | 2002. |
| ----------------- | ----- | ----- | ----- | ----- | ----- | ----- | ----- |
| Број домаћинстава | 57    | 72    | 79    | 84    | 93    | 91    | 80    |

| Број чланова      | 1  | 2  | 3  | 4 | 5  | 6  | 7 | 8 | 9 | 10 и више | Просек |
| ----------------- | -- | -- | -- | - | -- | -- | - | - | - | --------- | ------ |
| Број домаћинстава | 10 | 13 | 13 | 7 | 10 | 16 | 6 | 5 | 0 | 0         | 4,14   |

| Пол    | Укупно | Неожењен/Неудата | Ожењен/Удата | Удовац/Удовица | Разведен/Разведена | Непознато |
| ------ | ------ | ---------------- | ------------ | -------------- | ------------------ | --------- |
| Мушки  | 138    | 25               | 103          | 9              | 0                  | 1         |
| Женски | 144    | 14               | 105          | 22             | 3                  | 0         |
| УКУПНО | 282    | 39               | 208          | 31             | 3                  | 1         |

| Пол    | Укупно                    | Пољопривреда, лов и шумарство | Рибарство                            | Вађење руде и камена | Прерађивачка индустрија       |
| ------ | ------------------------- | ----------------------------- | ------------------------------------ | -------------------- | ----------------------------- |
| Мушки  | 80                        | 58                            | 0                                    | 0                    | 4                             |
| Женски | 75                        | 65                            | 0                                    | 0                    | 2                             |
| УКУПНО | 155                       | 123                           | 0                                    | 0                    | 6                             |
| Пол    | Производња и снабдевање   | Грађевинарство                | Трговина                             | Хотели и ресторани   | Саобраћај, складиштење и везе |
| Мушки  | 1                         | 6                             | 5                                    | 0                    | 2                             |
| Женски | 0                         | 0                             | 2                                    | 0                    | 0                             |
| УКУПНО | 1                         | 6                             | 7                                    | 0                    | 2                             |
| Пол    | Финансијско посредовање   | Некретнине                    | Државна управа и одбрана             | Образовање           | Здравствени и социјални рад   |
| Мушки  | 0                         | 0                             | 0                                    | 2                    | 0                             |
| Женски | 0                         | 0                             | 2                                    | 2                    | 2                             |
| УКУПНО | 0                         | 0                             | 2                                    | 4                    | 2                             |
| Пол    | Остале услужне активности | Приватна домаћинства          | Екстериторијалне организације и тела | Непознато            | Непознато                     |
| Мушки  | 0                         | 0                             | 0                                    | 2                    | 2                             |
| Женски | 0                         | 0                             | 0                                    | 0                    | 0                             |
| УКУПНО | 0                         | 0                             | 0                                    | 2                    | 2                             |

## Познате личности
- Цветко Врановачки, Карађорђев бимбаша и учесник Првог српског устанка